# راديو رياضي
راديو رياضي (بالإنجليزية: Sports radio)‏ هو تنسيق إذاعي مخصص بالكامل لمناقشة وبث الأحداث الرياضية. نوع برمجة واسع الانتشار له جاذبية ضيقة من الجمهور، يتميز الراديو الرياضي بأسلوب بث مباشر صاخب في كثير من الأحيان ونقاش وتحليل مكثف من قبل كل من المضيفين والمتصلين.